# سو جیمز
سو جیمز (به انگلیسی: Sue James) یکی از بنیان‌گذاران وب‌گاه یاهو و مدیرعامل پیشین آن است. او فارغ التحصیل از کالج هانتر و دانشگاه ایالتی سن خوزه است.